# Buster Skrine
(en) Statistiques sur pro-football-reference
Darryl Frank Skrine Jr., souvent appelé Buster Skrine, (né le 26 avril 1989 à Decatur dans l'État de Géorgie) est un joueur américain de football américain évoluant à la position de cornerback.
Il a joué pour les Browns de Cleveland, les Jets de New York, les Bears de Chicago, les 49ers de San Francisco et les Titans du Tennessee dans la National Football League (NFL).
Il avait été sélectionné par les Browns de Cleveland lors du cinquième tour de la draft 2011 de la NFL après avoir joué au niveau universitaire pour les Mocs de l'université du Tennessee à Chattanooga dans la NCAA Division I FCS.

## Biographie

### Jeunesse
Skrine a fréquenté le lycée Etowah à Woodstock, en Géorgie, où il a joué à la fois en attaque et en défense. En tant que junior, il a été choisi meilleur joueur de l'année après avoir enregistré 61 plaquages et deux interceptions. Il a également mené le comté de Cherokee dans les yards à la course avec 1 071 yards et 15 touchdowns. Pour sa dernière saison, il a été nommé joueur de l'année au sein dans le comté de Cherokee.

### Carrière universitaire
Skrine a étudié à l'université du Tennessee à Chattanooga et a joué pour l'équipe des Mocs de 2007 à 2010. Il a été nommé dans la première équipe-type de la Southern Conference à deux reprises.

### Carrière professionnelle

#### Browns de Cleveland
Il est sélectionné par les Browns de Cleveland au cinquième tour, en 137e position, lors de la draft 2011 de la NFL. Il signe par la suite avec les Browns un contrat de quatre ans pour 2,24 millions de dollars, qui comprend une garantie de 202 000 dollars.
Durant le camp d'entraînement, Skrine a concourru pour un poste de cornerback remplaçant avec Ramzee Robinson, Coye Francies et Dimitri Patterson. Pour le début de la saison 2011, il est désigné quatrième dans la hiérarchie des cornerbacks derrière Joe Haden, Sheldon Brown et Dimitri Patterson.
Il joue son premier match professionnel contre les Bengals de Cincinnati, match au cours duquel il réalise deux plaquages. Le 5 novembre, Skrine est élevé au rang de 3e cornerback après que Dimitri Patterson se soit foulé le genou la semaine précédente. Le 18 décembre, lors de la 15e semaine contre les Cardinals de l'Arizona, Skrine réalise sa première interception en carrière sur une passe du quarterback John Skelton. Il termine sa saison comme débutant avec 18 plaquages, dont 14 seul, deux déviations de passes et une interception en 16 parties. Le coordinateur défensif Dick Jauron a principalement utilisé Skrine dans des situations de défense « nickel » (cinq defensive backs en défense) et « dime » (six defensive backs en défense) et a également été utilisé dans les unités spéciales.
Il commence une nouvelle fois la saison 2012 comme joueur de relève. Lors de la 2e semaine face aux Bengals de Cincinnati le 16 septembre, Skrine joue son premier match en tant que titulaire et enregistre sept plaquages seul. Il termine sa deuxième saison avec 85 plaquages, dont 72 seul, 11 passes déviées et un fumble recouvert en 16 matchs, dont 6 joués comme titulaire.
Après avoir concouru pour un poste de titulaire face à Chris Owens et Leon McFadden durant le camp d'entraînement, il est désigné titulaire aux côtés de Joe Haden pour le début de la saison 2013. Il réalise à l'issue de la saison 65 plaquages, dont 55 seul, un sommet en carrière de 18 passes déviées et un sack en 16 parties. Skrine a obtient une note globale de -12,1 de Pro Football Focus en 2013.

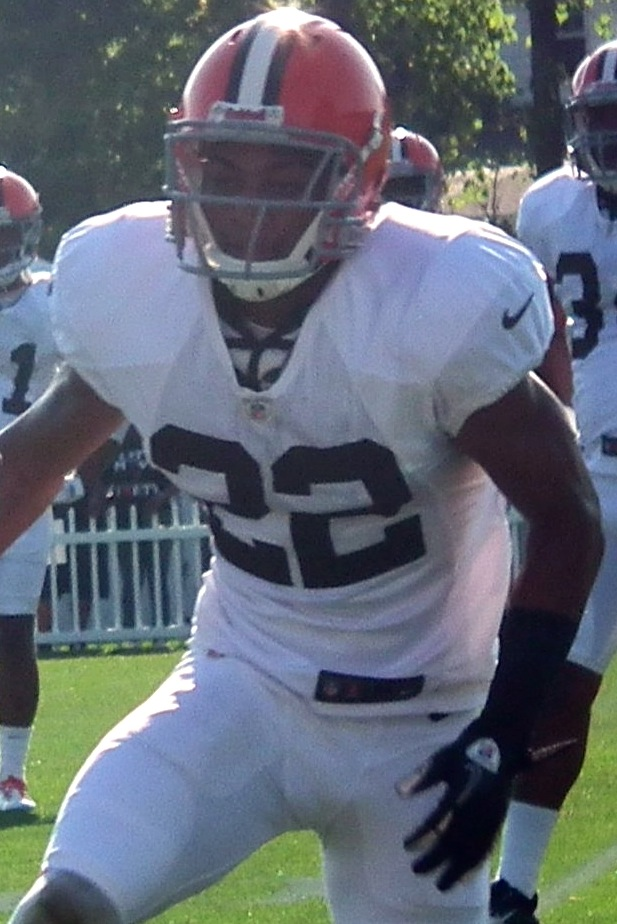
Skrine avec les Browns

Skrine commence le camp d'entraînement en 2014 en étant prévu d'être remplaçant après que les Browns ont sélectionné Justin Gilbert au premier tour de la draft de 2014. Il est finalement maintenu titulaire pour commencer la saison régulière, toujours aux côtés de Joe Haden. Lors de la 10e semaine, il réussit sa meilleure performance de la saison avec trois passes déviées et deux interceptions de passes du quarterback Andy Dalton lors de la victoire de 24 à 3 face aux Bengals de Cincinnati. Il termine la saison avec 67 plaquages, dont 55 seul, 18 passes déviées et 4 interceptions en 16 matchs. Il a obtenu une note globale de -6,3 de Pro Football Focus pour cette saison.

#### Jets de New York
Devenu agent libre, il suscite l'intérêt de nombreuses équipes en tant que cornerback titulaire en développement. Il décide d'entrer sur le marché des agents libres plutôt que de signer un nouveau contrat avec les Browns. Il a été rapporté que 15 équipes étaient intéressés à ses services, mais n'ont pas été en mesure de répondre aux exigences salariales de Skrine.
Le 10 mars 2015, il signe avec les Jets de New York un contrat de quatre ans pour 25 millions de dollars, comprenant une un montant garanti de 13 millions de dollars et une prime à la signature de 5 millions de dollars.
Il est prévu lors du camp d'entraînement qu'il soit le troisième cornerback de l'équipe ainsi que le nickelback lors des situations de défense « nickel ». Il commence la saison 2015 comme numéro 3 dans la hiérarchie des cornerbacks derrière Darrelle Revis et Antonio Cromartie. Il termine sa première saison avec les Jets avec 56 plaquages, sept passes déviées et une interception en 16 matchs, dont 8 comme titulaire.

#### Bears de Chicago
Le 13 mars 2019, il signe un contrat de trois ans avec les Bears de Chicago.
Skrine est libéré le 17 mars 2021.

#### 49ers de San Francisco
Le 29 septembre 2021, Skrine signe un contrat d'un an avec les 49ers de San Francisco. Il est libéré le 11 octobre 2021.

#### Titans du Tennessee
Le 23 novembre 2021, Skrine s'engage avec les Titans du Tennessee. Le 18 mars 2022, il signe à nouveau avec les Titans.
Le 26 juillet 2022, Skrine prend sa retraite de la NFL.

## Vie personnelle
Skrine a reçu le surnom de «Buster» de sa grand-mère parce que son père partage également le même prénom. Skrine a commencé à enseigner des cours d'entraînement par intervalles à haute intensité pendant la saison morte de 2017 dans le studio Kore situé dans le Meatpacking District de New York.